# Roelofa
Roelofa is een geslacht van vlinders van de familie Mimallonidae.

## Soorten
- R. maricia Schaus, 1928
- R. narga (Schaus, 1906)
- R. olivia (Schaus, 1896)